# Ciència militar
La ciència militar és el conjunt de ciències socials que estudia i analitza de manera sistemàtica el procés, la planificació, pràctica, tècnica, psicologia, resolució i conseqüències dels conflictes entre les societats humanes al llarg del temps i l'espai. L'aplicació es focalitza principalment en la producció de capacitat militar, alineada amb la política de defensa nacional.
En la ciència militar es determinen sis eixos principals: organització, estratègia, tecnologia, formació, història i geografia.
El terme ciència militar generalment descriu el conjunt de teories, conceptes i mètodes a tenir en compte a l'hora d'emprar forces armades. Tanmateix, com a disciplina acadèmica, està mal definida, ja que es basa en un mosaic de plans d'estudis que inclouen història, afers exteriors, estudis de seguretat, lideratge, gestió d'operacions i enginyeria de sistemes, així com altres elements de les ciències físiques i socials. Cal destacar que el diccionari del Departament de Defensa dels Estats Units ni tan sols en proporciona una definició. Aquesta vaga categorització reflecteix una mica l'estatus reduït del terme des del seu ús al segle xix, quan la "ciència militar" s'utilitzava sovint amb majúscules i es col·locava al costat de la Física, la Filosofia i altres disciplines acadèmiques ben establertes.

## Literatura militar
La llista seguent inclou tractats militars pròpiament dits i algunes obres relacionades amb el tema (expedicions o campanyes militars, descripcions de setges i altres). Sempre que sigui possible les referències inclouran la possibilitat de consultar l'obra original o una traducció completa.

### Any 500 aC
- c496 aC. L'Art de la guerra. Sunzi.
- c411 aC. Història de la guerra del Peloponès. Tucídides[5]

### Any 400 aC
- 370 aC. Anàbasi. Xenofont. Tot i no tractar-se d'un tractat, "L'expedició dels deu mil" precisa molts aspectes d'una retirada militar d'aquella època.[6]
- c 350 aC. Commentarius Poliorceticus. Enees Tàctic.[7][8]

### Any 300 aC
- c220 aC.Poliorcetica. Filó de Bizanci. A. de Rochas d'Aiglun: Traité de Fortification, d'Attaque et de Défense des Places par Philon de Bysance. Paris, 1872.[9][10]
  - Tractat sobre les màquines de guerra: Belopoeica.[11]

### Any 100 aC
- 58-49 aC. Juli Cèsar.
  - De bello gallico.[12]
  - De bello civili.[13]
- Hi ha altres obres atribuïdes a Cèsar d'autoria discutida
  - De Bello Alexandrino.[14]
  - De Bello Africo.[15]
  - De Bello Hispaniensi.[16]
- c 20 aC. De Architectura Libri X. Vitruvi.

### Era cristiana
- c 67. Heró d'Alexandria. Liber de machinis bellicis.[17]
- c 79. La guerra dels jueus. Flavi Josep.[18]
- 84. Strategematicon Libri IV. Sext Juli Frontí.[19]

### Any 100

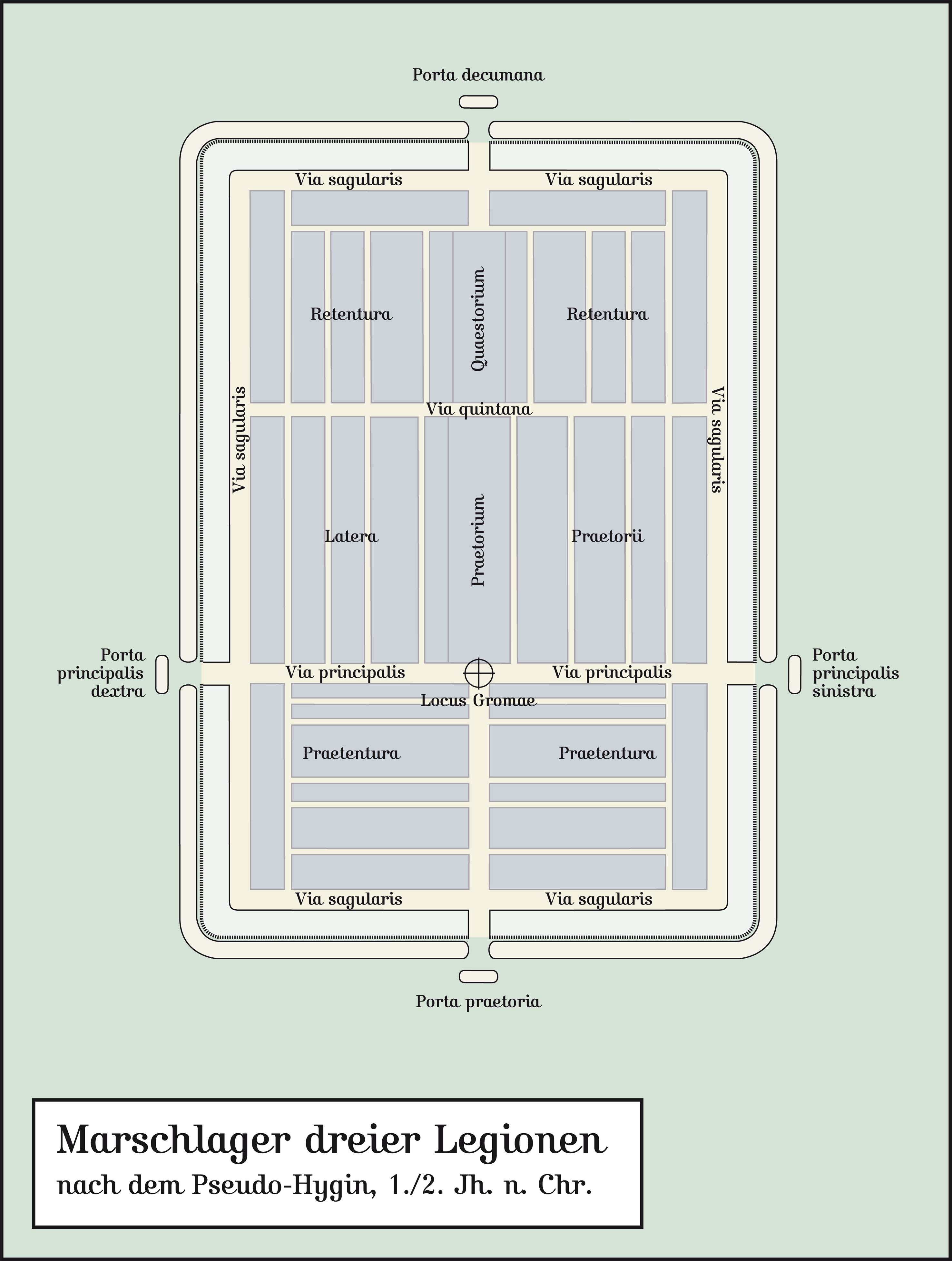
Esquema d'un campament romà.

- c 110 dC. Liber de munitionibus castrorum. Hyginus Gromaticus.[20][21]
- 130 dC. Poliorcetica. Apol·lodor de Damasc.[22]
- c160. Flavi Arrià. Escrigué dos tractats.
  - Tàctica. Obra perduda.
  - Ordre de batalla contra els alans.[23]

- 163. Poliè el Macedoni fou un escriptor grec autor d'una obra sobre estratègies de guerra (Στρατηγήματα), Estratagemes, que s'ha conservat en la major part.[24][25]

### Any 300
- c 378. De rebus bellicis.[26][27]

### Any 400
- c480. Estratègicon de Maurici, emperador romà d'Orient.[28][29]
  - Aquest manual indica l'ús del llaç escorredor per part dels soldats de cavalleria.[30]

### Any 500
- c450. De Re Militari. Flavi Renat Vegeci.[31][32]

### Any 900
- c 900. Tactica de Lleó VI el Filòsof.
  - Traducció italiana.[33]

- c 950. Sylloge Tacticorum. The Sylloge Tacticorum.[34]

- c 970. Liber de velitatione bellica. Nicèfor II  Focas.[35]

### Any 1000
- c1078. Strategikon de Kekaumenos.[36][37]

### Any 1100
- 1148. Setge i conquesta de Tortosa
  - La informació que dona la crònica genovesa Annales Ianuenses, tot i ser migrada, és interessant de consultar.[38]

### Any 1200
- 1229. Conquesta de Mallorca.

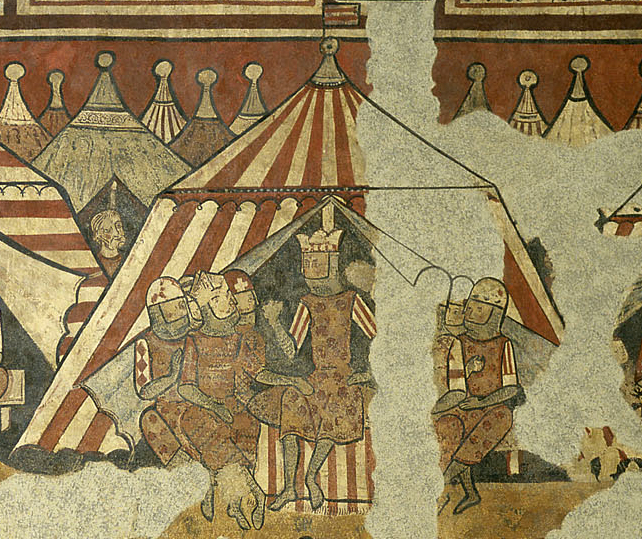
Tenda reial amb Jaume I i alguns cavallers en el setge de Mallorca.

  - Hi ha diversos documents que exposen detalls sobre la campanya: decisió, preparació, viatge per mar, desembarcament, campament dels cristians, màquines de guerra, minat de la muralla, entrada i conquesta de la ciutat.
- 1270. La crònica de la Vuitena Croada té interès militar.[39][40]
- 1292 Ramon Llull en el seu projecte de Rex bellator va exposar un pla de reconquesta de la Terra Santa, considerant accions terrestres i marítimes i comparant les forces militars cristianes i musulmanes.[41]
  - Quomodo Terra Sancta recuperari potest (1292)[42]

### Any 1300
- 1328. Crònica de Ramon Muntaner. D'aquesta crònica cal destacar dos punts referents a la teoria dels combats: el paper dels ballesters de taula en la lluita entre galeres i la forma de combatre dels almogàvers (forces d'infanteria que derrotaven sovint a la cavalleria armada de l'època; fet pràcticament únic i, pràcticament, no repetit).
- c 1385. Francesc Eiximenis en el  Dotzè del Crestià parlava de la guerra en general i de la guerra naval, exposant la disciplina i ordre que cal observar en els vaixells.

### Any 1400
- 1402. Setge i destrucció del castell cristià d'Esmirna per les forces de Tamerlà.[43]
- 1434-35. Michele de Rodes. Fabrica di galere.[44][45]
  - Traducció parcial al castellà.[46]
  - Les galeres de combat eren determinants en les operacions militars navals. Un tractat sobre la construcció és important.

- 1480. Obsidionis Rhodiæ urbis descriptio
  - L'original llatí és una descripció relativament curta del setge de Rodes de 1480. Un estudi d'Albert G. Hauf I Valls permet la consulta del contingut en català.[47] Aquest estudi inclou el text original en llatí.
  - El Liber Elegantiarum  de Joan Esteve  empra moltes frases de l'original llatí per a donar una traducció al valencià.
    - L'estudi, esmentat més amunt, de A. Hauf i Valls presenta de manera molt clara les frases originals de Caoursin i la traducció de Joan Esteve.

### Any 1500
- 1521. Dell'arte della guerra. Niccolò Machiavelli.[48]
- 1547-1550. Stolonomie. Tractat francès sobre l'establiment d'un estol de galeres al Mediterrani.[49][50]
- 1552. Diálogos de la vida del Soldado, en que se quenta la conjuracion, y pacificacion de Alemana ... en los anos de 1546 y 1547- Diego Núñez Alba.[51]
- 1555. Arte da guerra do mar. Fernão de Oliveira.[52]
- 1555. Trattato della guerra, del Soldato, del Castellano, e come ha da essere uno generale di esercito. Lauro Gorgieri.[53]
- 1565. El setge de Malta (1565) fou molt important des del punt de vista de la teoria militar i de la fortificació. Hi ha una obra que descriu el setge.[54]
- 1575. De re et disciplina militari aureus tractatus. Julius Ferretti[55]
- 1577. Theorica y practica de guerra. Bernardino de Mendoza.[56]
- 1597. De iure & officijs bellicis, & disciplina militari, libri III. Baltasar Ayala.[57]

### Any 1600

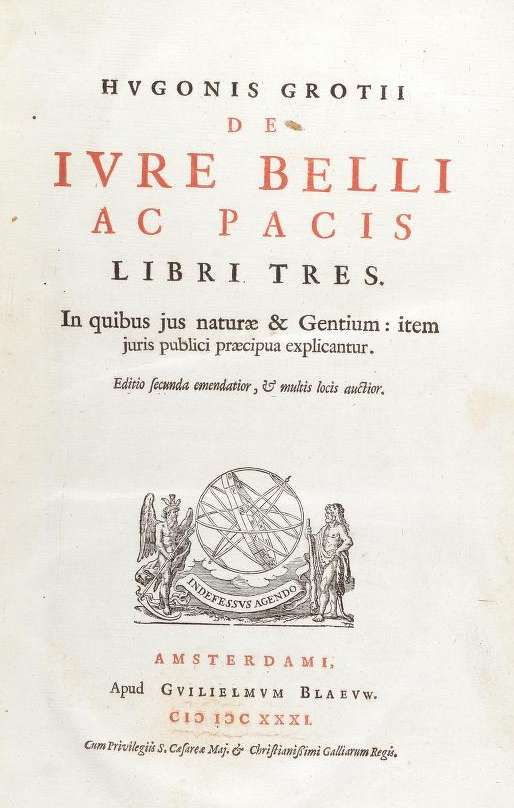
De ivre belli ac pacis, portada de la segona edició de 1631.

- 1608. Arte militare. Francesco Ferretti.[58]
- 1608. Dell'arte militare libri cinque: ne' i quali si tratta il modo di fortificare, offendere, et diffendere vna fortezza. Girolamo Cattaneo[59]
- 1620. Della disciplina militare antica e moderna . Imperiale Cinuzzi[60]
- 1622. Ithier Hobier. De la construction d'une gallaire et de son equipage.[61]
- 1625. Hugo Grotius escrigué una obra sobre la jurisprudència de les guerres.[62]
- 1637. Syntagma de studio militari. Gabriel Naudé.[63]
- 1640. Preludis Militars.  Domènec Moradell.
- 1650. Walter Raleigh. Publicació de l'obra Excellent observations and notes concerning the Royal Navy and Sea-Service.[64]
  - Estava en contra dels vaixells massa grans. Segons Walter els espanyols deien: "Gran navío, gran fatiga".
- 1697. Dell'arte della guerra. Raimondo Montecuccoli.[65]

### Any 1700
- 1740. Mémoires contenant les maximes sur la guerre. Antoine de Pas de Feuquières.[66]
- 1743. Elements de la guerre des sieges. Guillaume Le Blond.[67]
- 1749. Art de la guerre par principes et par règles. Jacques F. Chastenet de Puysegur[68]
- 1756. Traité de la difference entre la guerre offensive et défensive.[69]
- 1757. Science de la marine: le service et l'art de la guerre sur mer. P. P. A. BARDET DE VILLENEUVE.[70]
- 1772. Art militaire des chinois, ou recueil d'anciens traites sur la guerre, composés avant l'ere chrétienne, par différents généraux chinois. P. Amiot.[71]
- 1776. Historia de la milicia española, desde las primeras noticias que se tienen por ciertas, hasta los tiempos presentes.[72]
- 1796. Grundsätze der Strategie, erläutert durch die Darstellung des Feldzuges von 1796 in Deutschland.Carles Lluís d'Àustria (duc de Teschen).[73]
- 1799. Geist des neuern Kriegssystems hergeleitet aus dem Grundsatze einer Basis der Operationen. Heinrich Dietrich von Buelow (Bülow).[74]

### Any 1800
- 1809. Nouveau dictionnaire historique des sièges et batailles mémorables et des combats maritimes les plus fameux.[75]
- 1812. Pyrotechnie militaire, ou traité complet des feux de guerre et des bouches à feu. Claude Fortuné RUGGIERI.[76]
- 1821. “Voyage du jeune Anacharsis en Grèce: vers le milieu du quatrième siècle avant l'ère vulgaire”. Jean Jacques Barthélemy. Aquest viatge imaginari té un capítol dedicat a les tropes d'Atenes: “Lleves, mostra i exercicis de les tropes atenenques”.[77][78]
- 1823. Mémoires pour servir à l'histoire de France sous Napoléon.[79]
- 1828. The Naval Battles of Great Britain: From the Accession of the Illustrious House of Hanover to the Throne to the Battle of Navarin. Charles Ekins.[80]
- 1832. De la guerra. Carl von Clausewitz
- 1851. Dell'arte della guerra. Girolamo Ulloa Calà.[81]
- 1853. The principles of war. Auguste Frédéric Lendy.[82]
- 1855. Considerations on tactics and strategy. G. Twemlow.[83]
- 1858. Elementary history of the progress of the Art of War. James John Graham.[84]
- 1860. Elements of Military Art and Science. Henry Wager Halleck.[85]
- 1862. The Art of War. Antoine Henri baron de Jomini.[86]
  - En francès: Volum 1.[87]
  - En francès: Volum 2.[88]
- 1862. Elements of Military Art and Science. Henry Wager Halleck.[89]
- 1863. CAMPAIGNS OF 1862 AND 1863 ILLUSTRATING THE PRINCIPLES OF STRATEGY. EMIL SCHALK.[90]
- 1863. Elements of Military Art and History. George Washington Cullum.[91]
- 1870. Der Gebirgskrieg (La guerra a les muntanyes). Franz Kuhn von Kuhnenfeld.[92][93]
- 1871. Abrégé de l'art de la guerre. Louis-Nathaniel Rossel.[94]
- 1873. Difesa dell'Italia secondo i principii sviluppati dal generale Franz von Kuhn. Orazio Dogliotti.[95]
- 1876. Storia della marina Pontificia dal secolo ottavo al decimonono. Alberto Guglielmotti.[96]

### Any 1900
- 1916. Frederick W. Lanchester va publicar les Lleis de Lanchester.[97]
- 1933. Die Truppenführung. Ludwig Beck.
- 1937. A history of the art of war in the sixteenth century. Charles Oman.[98]
- 1938. Achtung Panzer! Heinz Wilhelm Guderian.[99][100]
- 1975. United States Strategic Institute.[101]
- 1993. Theory and Nature of War: Readings.[102]
- 1995. Strategic Intelligence: Theory and Application.[103]

### Any 2000
- 2006. Irregular Enemies and the Essence of Strategy: Can the American Way of War Adapt?[104]
- 2009. Schools for Strategy: Teaching Strategy for 21st Century Conflict.[105]